# Laodike (Königin)
Laodike (altgriechisch Λαοδίκη Laodíkē; † wohl zwischen 240 und 237 v. Chr.) war die erste Gattin des Seleukidenkönigs Antiochos II.

## Leben
Laodike soll nach Polyainos eine Tochter des Antiochos I. und Halbschwester des Antiochos II. gewesen sein; wahrscheinlicher ist aber die Angabe des Porphyrios, dass sie eine Tochter des Achaios war.
Laodike und Antiochos II. hatten folgende Kinder: 
- Seleukos II., der älteste Sohn und Thronfolger;
- Antiochos Hierax, der spätere Rivale seines älteren Bruders um den Thron;
- Stratonike III., die Gattin des Ariarathes III. von Kappadokien;
- Laodike, die Gattin des Mithridates II. von Pontos;
- vielleicht eine Tochter unbekannten Namens, die einen Antipatros gebar.

Nach einem Keilschriftdokument erhielten Laodike und ihre Söhne Landbesitz in der Nähe von Babylon von Antiochos II. geschenkt. Zur Bestätigung des Friedensvertrags nach dem Zweiten Syrischen Kriegs verließ Antiochos II. 253 v. Chr. seine Gattin Laodike, um Berenike die Jüngere, Tochter des ägyptischen Königs Ptolemaios II., heiraten zu können. Zweifellos kam es während der Verhandlungen, die zu diesem Friedensabschluss führten, zu Streitereien zwischen dem Seleukiden und seiner bisherigen Gattin Laodike, die ihren Titel einer Königin verlor. Ihr Ex-Gatte verkaufte ihr zur Entschädigung große Ländereien an der Propontis westlich von Kyzikos samt den dort wohnenden Landarbeitern um 30 Silbertalente, für deren Aufbringung Laodikes Verwalter Arridaios zu sorgen hatte (Mai 253 bis Juni 252 v. Chr.). Von nun an ließ sich Laodike im westlichen Kleinasien nieder, wo sie vielleicht weiteren Besitz erhielt; Ephesos wurde ihr Verwaltungszentrum.
Angeblich konnte Laodike ihren Ex-Gatten allerdings unmittelbar vor seinem Tod dazu bewegen, wieder zu ihr zurückzukehren und ihren infolge des mit Ptolemaios II. vereinbarten Vertrags von der Thronfolge ausgeschlossenen Sohn Seleukos II. erneut zum Erben des Seleukidenreichs zu ernennen (unter gleichzeitiger Enterbung des Sohns der Berenike, Antiochos). Wenig später starb Antiochos II. während eines Aufenthalts bei Laodike in Ephesos (246 v. Chr.). Etliche antike Autoren behaupten, dass Laodike ihn vergiftet und sein Testament mit Hilfe eines Doubles namens Artemon gefälscht habe. Vielleicht wurde diese Geschichte von der ptolemäischen Seite erfunden, um dem seleukidischen Vorwurf zu begegnen, die Bekanntgabe des Todes der Berenike und ihres Sohnes (s. u.) verzögert und durch deren kurzzeitige Ersetzung ebenfalls durch Doppelgänger Vorteile bei den Syrern erhalten zu haben; denn die dreimalige Ersetzung eines Toten durch ein Double am Anfang des nun folgenden Krieges ist sehr unwahrscheinlich.
Berenike jedenfalls musste mit ihrem Sohn nach Daphne, einer Vorstadt von Antiochia am Orontes, flüchten und rief ihren Bruder, den ägyptischen König Ptolemaios III., zu Hilfe. So brach der Dritte Syrische Krieg aus, der wegen Laodikes aktiver Teilnahme auch „Laodike-Krieg“ genannt wurde. Laodike befahl nun die Beseitigung ihrer Rivalin Berenike und deren Sohnes. Zuerst wurde der junge Sohn, danach die Mutter nahe Antiochia getötet. Diese Morde wurden bis zur Ankunft des Ptolemaios III. verheimlicht. Teilweise ist der Bericht des Ptolemaios III. über seinen nun folgenden Rachefeldzug erhalten geblieben. Darin wird über Aribazos, den Strategen von Kilikien, berichtet, der 1.500 Talente Silber nach Ephesos zu Laodike schicken wollte; dies wurde verhindert und der Schatz beschlagnahmt, Aribazos selbst bei der Flucht über den Tauros von Einheimischen enthauptet. Der ägyptische König, der als Rächer seiner ermordeten Schwester auftrat, drang widerstandslos in Syrien bis Antiochia vor; viele syrische Adlige erklärten sich bereit, sich unter ägyptische Oberhoheit zu stellen. Laodike musste vorerst in Kleinasien bleiben. Von Antiochia aus zog Ptolemaios III. über den Euphrat bis mindestens Babylon, um sich auch die östlichen Teile des Seleukidenreichs zu sichern, musste aber wegen eines Aufstands in Ägypten umkehren. Gleichzeitig mit dem Aufbruch des ägyptischen Königs von Antiochia waren seine Flottenstreitkräfte nach Westen gesegelt, um die seleukidischen Teile Kleinasiens zu erobern. Laodike wollte den abtrünnigen Statthalter von Ephesos, Sophron, beseitigen, der aber durch ihre Hofdame Danaë rechtzeitig gewarnt wurde und zu Ptolemaios III. abfiel. Die wütende Königin ließ daraufhin Danaë exekutieren. Ephesos, das bisherige Machtzentrum Laodikes, wurde damit ptolemäisch. Doch konnte Seleukos II. nach dem erzwungenen Rückzug des ägyptischen Königs 245 v. Chr. wieder den größten Teil Nordsyriens und die östlich gelegenen Euphratländer unter seine Kontrolle bringen. 242/241 v. Chr. wurde Frieden geschlossen; nur in Kleinasien und Thrakien gingen Seleukos II. größere Gebiete an Ägypten verloren.
Die Behauptung Appians, dass Laodike von Ptolemaios III. während des Dritten Syrischen Krieges ermordet wurde, ist historisch nicht haltbar. Laodike wird allerdings vorgeworfen ihren jüngeren Sohn Antiochos Hierax zur Thronübernahme angestachelt zu haben, eine Behauptung, welche allerdings kaum belegbar ist. Es kam zum Kampf zwischen den beiden Brüdern, in dessen Verlauf Laodikes Bruder Alexander die Stadt Sardes für Antiochos Hierax erfolgreich verteidigte. In einem Keilschriftdokument wird berichtet, dass Seleukos II. und sein Bruder, die ihren Streit inzwischen beigelegt hatten, Anfang 236 v. Chr. den einst ihnen und ihrer Mutter Laodike übergebenen Grundbesitz bei Babylon den dortigen Tempeln schenkten; da Laodike nicht erwähnt wird, war sie offenbar zu diesem Zeitpunkt schon tot.
Nach Laodike sind mehrere seleukidische Städtegründungen benannt, siehe Laodikeia.